# University of Arizona Press
La University of Arizona Press è una casa editrice fondata nel 1959 legata all'Università dell'Arizona; senza scopo di lucro, pubblica libri accademici e di interesse regionale, tra cui le opere dei ricercatori dell'Università dell'Arizona (University of Arizona), dell'Università statale dell'Arizona (Arizona State University) e della Northern Arizona University.
La stampa pubblica una cinquantina di libri all'anno e ha circa 1400 libri in catalogo. Questi includono titoli accademici in studi sugli indiani d'America, antropologia, archeologia, studi ambientali, geografia, studi chicani, storia, studi latinoamericani e scienze spaziali. La UA Press ha libri pluripremiati in più di 30 aree tematiche.
La UA Press pubblica anche libri di interesse generale sull'Arizona e sul confine del sud-ovest. Inoltre, la casa editrice pubblica libri di saggi personali, come Plaintext di Nancy Mairs e due serie in letteratura: Sun Tracks: An American Indian Literary Series e Camino del Sol: A Chicana/o Literary Series.